# Mini hidroelektrana Pleternica
Mini hidroelektrana Pleternica ili mHE Pleternica je mala hidroelektrana na rijeci Orljavi (Požeško-slavonska županija) i prva hidroelektrana u vlasništvu neke jedinice lokalne samouprave u Hrvatskoj (grad Pleternica) i ujedno prva mala hidroelektrana izgrađena nakon osamostaljenja Hrvatske. Riječ je o investiciji vrijednoj 4,8 milijuna kuna od čega je grad Pleternica osigurao 50%, Fond za zaštitu okoliša i energetsku učinkovitost 1,7 milijuna kuna, a Ministarstvo regionalnog razvoja pola milijuna kuna. Ostvarenje projekta počelo je 2006. i potrajala čak 6 godina u kojem su se razdoblju promijenili brojni propisi, a studija o utjecaju na okoliš koju su platili 250 000 kuna i na nju izgubili dvije godine. mHE Pleternica je snage 220 kW, a planira se da će godišnje proizvoditi 1,1 milijuna kWh električne energije (što je dovoljno za javnu rasvjetu svih 35 naselja na tom području), te gradskom proračunu godišnje donositi oko 850 000 kuna dodatnog prihoda. Opremu mHE Pleternica ugradio je Končar. Inače, na rijeci Orljavi ima još desetak mjesta pogodnih za izgradnju malih hidroelektrana, a mHE Pleternica nema gotovo nikakva utjecaja na okoliš i koristi se prirodni pad slapa. Gradnja je započela 7. kolovoza 2011. i završena u 2012.

## Tehnički podaci

### Vodna turbina
- Potopljena izvedba (ugradnja u dovodni kanal);
- Protok, maksimalni: 7,24 m3/s;
- Protok, minimalni: 0,1 m3/s;
- Neto pad vode: 3,7 metara;
- Brzina vrtnje: od 60 do 300 okretaja u minuti.[3]

### Električni generator
- Sinkroni generator s permanentnim magnetima;
- Snaga: 220 kW
- Napon: 400 V
- Stupanj iskorištenja: 96 – 98%
- Masa turbine i generatora: oko 4 000 kg

## Slike
- MHE Pleternica koristi pad vode oko 3,7 metara.
- Tablaste zapornice na ulaznom kanalu za regulaciju protoka vode.
- Gruba rešetka za zaustavljanje većih komada koji plivaju površinom rijeke.